# Родинознание
Родинознанието е предмет от програмата на учениците от първи до четвърти клас в България, в който достъпно за децата се съчетават елементи от географията, историята, биологическото и културното богатство на страната.